# Кацаго Сан Мартино
Каца̀го Сан Мартѝно (на италиански: Cazzago, на източноломбардски: Casàc, Казач) е град и община в Северна Италия, провинция Бреша, регион Ломбардия. Разположен е на 200 m надморска височина. Населението на общината е 11 501 души (към 2013 г.).